# جنگل‌های مخلوط کوه‌های پیندوس
جنگل‌های مخلوط کوهستان‌های پیندی (به لاتین: Pindus Mountains mixed forests) یک منطقهٔ مسکونی و جنگل در یونان است.